# La Vinya (Serradell)
La Vinya és un paratge format per antigues vinyes convertides en camps de conreu del terme municipal de Conca de Dalt, a l'antic terme de Toralla i Serradell, al Pallars Jussà, en territori que havia estat del poble de Serradell.
És al sud de Serradell, a l'esquerra del riu de Serradell i a la dreta de la llau de la Cadolla. A la Vinya hi ha la Borda de Camparriu. És una part, al sud-est, de la partida de Camparriu.